# Dizoniopsis abylensis
Dizoniopsis abylensis is een slakkensoort uit de familie van de Cerithiopsidae. De wetenschappelijke naam van de soort is voor het eerst geldig gepubliceerd in 2010 door Bouchet, Gofas & Warén.